# ۳جی‌اس
۳جی‌اس (به انگلیسی: 3JS) گروه موسیقی هلندی است.
آن ها در یوروویژن ۲۰۱۱ نماینده هلند بودند.